# آرنولد بکس
سر آرنولد ادوارد ترور بکسKCVO (به انگلیسی: Sir Arnold Edward Trevor Bax) ( ۳ اکتبر ۱۹۵۳- ۸ نوامبر ۱۸۸۳)، آهنگساز، شاعر و نویسنده انگلیسی بود. آثار پربار او شامل ترانه‌ها، موسیقی کر، قطعات مجلسی و  پیانوی سولو است، اما شهرت وی بیشتر به خاطر موسیقی ارکسترالش می‌باشد. افزون بر مجموعه‌ای از اشعار سمفونیک، او هفت سمفونی نوشت و مدتی به‌عنوان برجسته‌ترین سمفونی‌نویس بریتانیایی شناخته می‌شد.
بکس در حومهٔ استراتام لندن، در خانواده‌ای مرفه به دنیا آمد. والدینش او را به دنبال کردن حرفه‌ای موسیقی تشویق کردند، و درآمد شخصی‌اش به او این آزادی را داد که بدون نیاز به پیروی از جریان‌ها و سبک‌های رایج، مسیرش را به‌عنوان آهنگساز پیش بگیرد. بنابراین، وی در محافل موسیقی به‌عنوان فردی مهم اما گوشه‌گیر شناخته شده است. بکس در دوران دانشجویی در آکادمی سلطنتی موسیقی، شیفتهٔ ایرلند و فرهنگ سلتی شد که تأثیر قوی‌ای بر رشد اولیهٔ او گذاشت. در سال‌های پیش از جنگ جهانی نخست، وی در ایرلند زندگی می‌کرد و عضو محافل ادبی دوبلین شد و با نام مستعار «درموت او-بیرن» به نوشتن داستان و شعر می‌پرداخت.  بعدها به فرهنگ نوردیک علاقه‌مند شد، که این دلبستگی در سال‌های پس از جنگ جهانی نخست، برای مدتی جایگزین علایق سلتی او شد.
بکس، بین سال‌های ۱۹۱۰ تا ۱۹۲۰، آثار موسیقایی بسیاری نوشت، از جمله شعر سمفونیک «تینتاژل» که شناخته‌شده‌ترین اثر وی می‌باشد. در این دوران، او رابطه‌ای همیشگی با نوازنده پیانو، «هریت کوهن» برقرار کرد (در آغاز رابطه‌ای عاشقانه، سپس دوستی، و همواره رابطه‌ای حرفه‌ای و نزدیک). او در دههٔ ۱۹۲۰ نوشتن مجموعه‌ای از هفت سمفونی را آغاز کرد که بخش اصلی آثار ارکسترال او را تشکیل می‌دهند. بکس، در سال ۱۹۴۲، به عنوان «استاد موسیقی دربار» برگزیده شد، اما در این مقام آثار اندکی آفرید. در سال‌های پایانی عمرش، موسیقی او کهنه‌گرا تلقی می‌شد و پس از مرگش نیز عمدتاً مورد بی‌توجهی واقع شد. پس از دههٔ ۱۹۶۰، موسیقی او بیشتر به‌واسطهٔ افزایش شمار ضبط‌های تجاری، به‌تدریج مورد بازشناسی قرار گرفت، با این حال تعداد اندکی از آن‌ها به‌طور منظم در سالن‌های کنسرت اجرا می‌شود.

## زندگی و حرفه

### سال‌های نخست
بَکس در ۸ نوامبر ۱۸۸۳، در استراتام، حومهٔ لندن در شهرستان ساری، در خانواده‌ای مرفه و متعلق به دوران ویکتوریایی به دنیا آمد. او فرزند ارشد آلفرد ریدلی بکس (۱۸۴۴–۱۹۱۸) و شارلوت الن (۱۸۶۰–۱۹۴۰) دختر کشیش، ویلیام نیب‌لی، اهل آموی، چین بود. کوچک‌ترین پسر این زوج، کلیفورد لیا بکس، نمایشنامه‌نویس و مقاله‌نویس شد. آلفرد بکس یک وکیل عضو موسسهٔ «میدل تمپل» بود، اما به دلیل داشتن درآمد شخصی، به حرفهٔ وکالت نپرداخت. در سال ۱۸۹۶، خانواده‌اش به عمارتی در همپستید نقل مکان کرد. بکس بعدها نوشت که گرچه بزرگ شدن در روستا می‌توانست خوب باشد، اما باغ‌های وسیع خانهٔ خانوادگی، بهترین گزینهٔ بعدی بود. او کودکی با استعداد موسیقایی بود و می‌گفت: «یادم نمی‌آید روزی را که نتوانم پیانو بنوازم — حتی اگر نادرست بنوازم.» پس از گذراندن مدرسهٔ آمادگی در «بلهم» بکس در دههٔ ۱۸۹۰ در موسسهٔ آموزشی موسیقی در همپستید حضور یافت. بر پایهٔ گفتهٔ بکس، این مؤسسه با «شکوه و خودنمایی چشمگیر» توسط «سسیل شارپ»، که علاقه‌ و تعصب شدید وی به ترانه‌ها و رقص‌های فولکلور انگلیسی در شاگردش هیچ پاسخی برنمی‌انگیخت، اداره می‌شد. در اواخر قرن نوزدهم و اوایل قرن بیستم، در میان آهنگسازان بریتانیایی از جمله؛ پری، استنفورد، وان ویلیامز و هولست اشتیاق به موسیقی فولکلور به‌طور گسترده‌ای رواج داشت که آرتور سالیوان و ادوارد الگار نسبت به آن بی تفاوت بودند. بکس نیز چنین بود، که بعدها این گفته را بر سر زبان‌ها انداخت: «سعی کن هر تجربه‌ای را حداقل یک‌بار امتحان کنی، البته به‌جز رابطه با محارم و رقص محلی!»

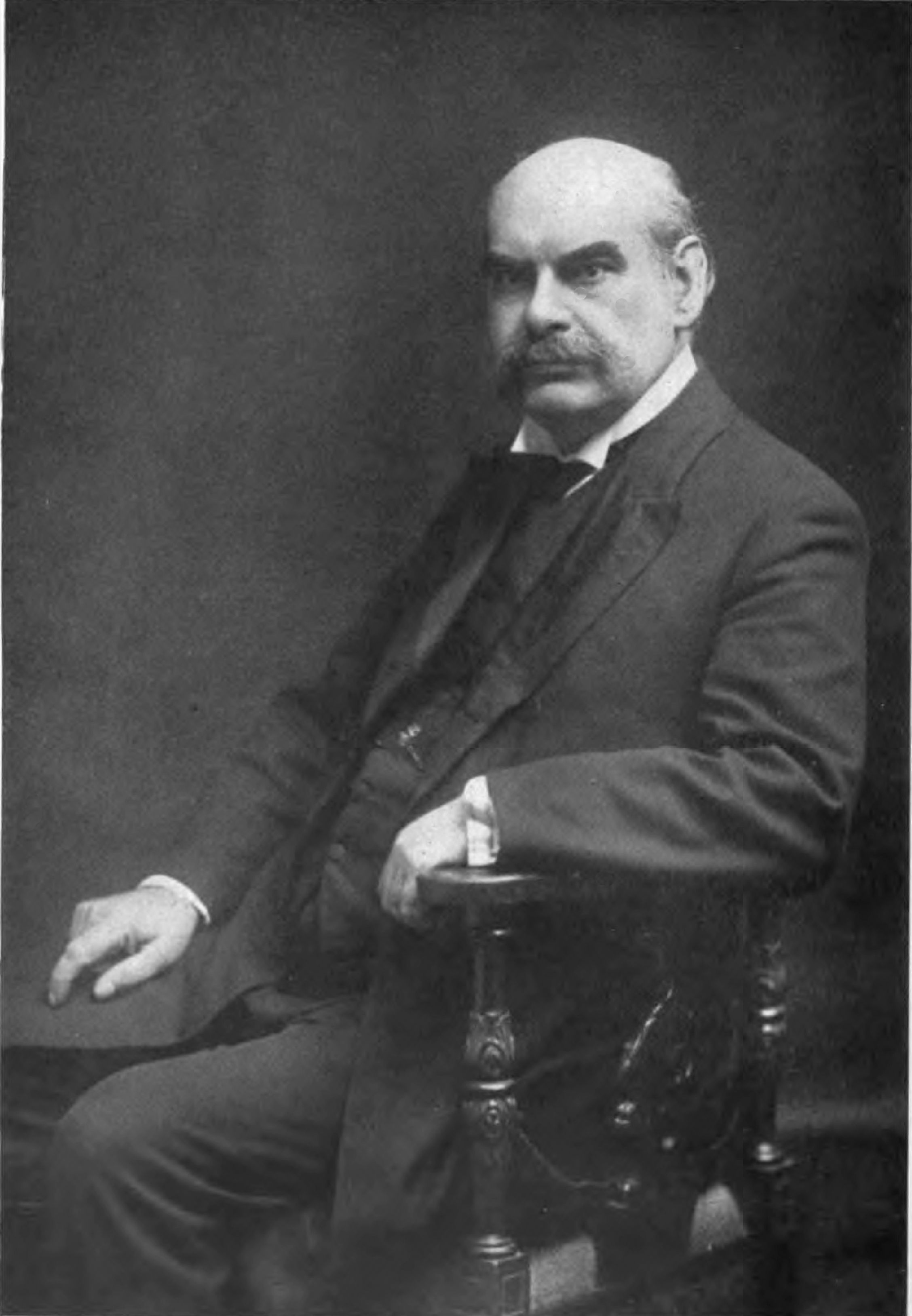
«فردریک کردر (سال ۱۹۱۳)، آموزگار آهنگ‌سازی بکس»

بکس در سال ۱۹۰۰، به آکادمی سلطنتی موسیقی رفت و تا سال ۱۹۰۵ در آن‌جا ماند، و در نزد «فردریک کوردر» آهنگ‌سازی و نزد «توبیاس مَتِی» پیانو آموخت. «کوردر» شیفتهٔ آثار واگنر بود، آهنگسازی که موسیقی‌اش در سال‌های نخست، منبع  اصلی الهام بکس به شمار می‌رفت. او بعدها گفت: «دوازده سال از جوانی‌ام را غرق در موسیقی واگنر بودم، تا جایی که تقریباً هیچ موسیقی دیگری را گوش نمی‌دادم — تا وقتی که با ریشارد اشتراوس آشنا شدم.» بکس همچنین با آثار کلود دبوسی، که مانند موسیقی اشتراوس، مورد پسند هیئت علمی عمدتاً محافظه‌کار آکادمی نبودند آشنا شد و به‌طور خصوصی آن‌ها را مطالعه می‌کرد. با اینکه بکس بورسیهٔ آهنگ‌سازی «مک‌فارِن» و جوایز مهم دیگری را برنده شد و به خاطر توانایی خارق‌العاده‌اش در خواندن آنیِ نت‌های پیچیدهٔ مدرن شناخته می‌شد، شهرت کمتری نسبت به هم‌ دورگان خود مانند «بنجامین دیل» و یورک بوئن، به دست آورد. تکنیک نوازندگی او بر سازهای کلاویه‌ای بسیار چشمگیر بود، اما تمایلی به اشتغال حرفه‌ای به‌عنوان یک تک‌نواز نداشت. برخلاف بسیاری از هم‌ دورگان‌اش، او دارای منابع مالی شخصی بود که به او این امکان را می‌داد تا حرفهٔ موسیقی خود را آن‌گونه که می‌خواست دنبال کند، بی‌آنکه ناچار به کسب درآمد باشد. روزنامه تایمز باور داشت که استقلال بکس و عدم تمایل او به گوش سپردن به آموزگارانش، در نهایت به هنر او آسیب رسانید، زیرا او انسجام کافی برای بیان تخیلش به موثرترین شکل ممکن را پرورش نداد. پس از ترک آکادمی، بکس به «درسدن» سفر کرد، در آنجا اجرای اصلی اپرای سالومه اثر «اشتراوس» را تماشا کرد و برای نخستین‌بار با موسیقی گوستاو مالر آشنا شد، موسیقی‌ای که از نظر او «عجیب‌ و غریب، پرگویی‌، آشفته، و با این‌حال همواره جالب» بود. از جمله عوامل تاثیرگذار مهم بر بکس جوان، شاعر ایرلندی ویلیام باتلر ییتس بود؛ برادرش کلیفورد او را با اشعار ییتس و نیز با کشور ایرلند آشنا کرده بود. نخستین اثر بکس (در کنسرتی دانشگاهی- سال ۱۹۰۲)، ترانه‌ای به گویش ایرلندی  به نام «مسابقه‌ی بزرگ» بود.

### اوایل کار
با جدیت بسیار زبان ایرلندی را آموختم و خود را در تاریخ، افسانه‌ها، داستان‌های مردمی و باورهای جادویی آن غرق کردم. ... تحت تأثیر این شیفتگی، سبک موسیقایی‌ام نیرو گرفت ... با بهره‌گیری از نقش‌مایه‌ها و نغمه‌هایی با منحنی‌هایی کاملاً سلتیکی، آغاز به نوشتن ایرلندی کردم.

خاطرات بکس، سال ۱۹۴۳
از نظر موسیقایی، بکس از تأثیر واگنر و اشتراوس فاصله گرفت و آگاهانه سبکی را  که خود آن را «بیان سلتیکی» می‌دانست، برگزید. در سال ۱۹۰۸، او نگارش مجموعه‌ای از اشعار سمفونیک با عنوان «ایر» (به انگلیسی: Eire) را آغاز کرد، که زندگی‌نامه‌نویسش، لوئیس فورمن، از آن به‌عنوان شروع سبک تکامل یافته واقعی آهنگ‌سازی یاد کرده است. نخستین قطعه از آن، «به‌سوی گرگ‌ومیش»، در آوریل ۱۹۰۹ به رهبری توماس بیچام و با «ارکستر سمفونیک نو» اجرا شد، و در سال بعد، به پیشنهاد الگـار، هنری وود قطعهٔ دوم این مجموعه را با عنوان «در تپه‌های پریان» سفارش ساخت داد. این اثر بازخوردهای گوناگونی، در پی داشت؛ منتقد گاردین چاپ منچستر، نوشت: «آقای بکس با موفقیت، اثری شایسته با فضای رازآلود را نشان داده است.» روزنامه‌ی آبزرور این اثر را «بسیار مبهم و ناخوشنود کننده، اما نه دشوار، برای پیروی کردن» توصیف کرد. روزنامه تایمز اظهار کرد که در برخی بخش‌ها، زبان اثر تا حدی «دست‌دوم» و اقتباسی از واگنر و دبوسی به نظر می‌رسد، هرچند، بخش قابل‌توجهی از آن کاملاً منحصر به‌فرد است. مجلهٔ میوزیکال تایمز  از «جاذبه‌ای اسرارآمیز که شنونده ناگزیر آن را احساس می‌کرد» ستایش کرد، هرچند انسجام اثر «بلافاصله قابل درک نبود». سومین اثر از این مجموعه، با نام «سرود نبرد» (به ایرلندی: Roscatha)، در دوران زندگی آهنگ‌ساز اجرا نشد. تمکن مالی شخصی بکس این امکان را برای او فراهم کرد که در سال ۱۹۱۰ به امپراتوری روسیه سفر کند. وی در جست‌وجوی «ناتالیا اسکارگینسکا»، دختر جوان اوکراینی‌ که در لندن با او آشنا شده بود (یکی از چندین زنی که در طی سالیان، عاشقشان شد). این سفر، از دیدگاه عاشقانه در نهایت به شکست انجامید، اما از نظر موسیقایی پربار و اثربخش بود. در سنت پترزبورگ، او با هنر باله آشنا شد و بلافاصله به آن علاقه‌مند گردید. وی تحت تأثیر موسیقی روسی قرار گرفت؛ تأثیری که به الهام‌بخشی برای سونات پیانوی نخست، از جمله قطعات پیانوی «شب مه در اوکراین» و «گوپاک»، و نیز سونات اول ویلن انجامید (سوناتی که به ناتالیا اسکارگینسکا تقدیم شده‌ است.). فورمن او را در این دوره «کلاغی موسیقایی» توصیف می‌کند که کشفیات تازه‌اش را در قالب آثار نو جشن می‌گیرد؛ او می‌افزاید که شخصیت موسیقایی بکس آن‌قدر نیرومند بود که می‌توانست تأثیراتی را که می‌پذیرفت، درونی کرده و به بخشی از سبک شخصی خود بدل سازد. موسیقی روسی تا آغاز جنگ جهانی اول همچنان بر بکس تأثیرگذار بود. بالهٔ ناتمام «تامارا»، که «افسانه‌ای کوچک‌روسی در قالب کنش و رقص» بود، موادی را فراهم کرد که آهنگ‌ساز در آثار پس از جنگ مجدداً از آن‌ها استفاده کرد. بکس پس از رها کردن جستجوی اسکارگینسکا، به انگلستان بازگشت؛ و در ژانویه ۱۹۱۱ با السیتا لویزا سوبری‌نو (متولد ۱۸۸۵ یا ۱۸۸۶)، فرزند «کارلوس سوبری‌نو» معلم و پیانیست و «لوئیزه» (با نام خانوادگی پیشین اشمیتز)، که خواننده بود؛ ازدواج کرد. بکس و همسرش نخست در «چستر تریس»، ریجنتز پارک، لندن زندگی می‌کردند. و سپس به ایرلند نقل مکان کردند و خانه‌ای در «راتگار»، یکی از حومه‌های مرفه دوبلین، خریدند.  آن‌ها دو فرزند به نام‌های درموت (۱۹۷۶-۱۹۱۲) و میو آسترید (۱۹۸۷-۱۹۱۳) داشتند. بکس در محافل ادبی دوبلین با نام مستعار «درموت او-بیرن» شناخته شد؛ او با نویسنده جورج ویلیام راسل و همراهانش رفت‌وآمد داشت و داستان‌ها، اشعار و نمایشی را منتشر کرد. در بررسی مجموعه‌ای از نثر و اشعاری که در سال ۱۹۸۰ بازچاپ شده بود، استفان بنفیلد دریافت که بیشتر اشعار اولیهٔ بکس «مانند موسیقی ابتدایی‌اش، بیش از حد پرگویی، مملو از اضافات دست‌دوم، نامرتب و متأثر از آثار اولیهٔ «ییتس» است، هرچند ضعف آن بیشتر ناشی از انتخاب نامناسب واژگان است تا پیچیدگی متن آن.». بنفیلد دربارهٔ اشعار بعدی بکس دیدگاه مثبت‌تری داشت و گفت که او «روی موضوعات تمرکز دارد، خواه به صورت خلاصه و محاوره‌ای درباره ناکامی تلخ، مانند قیام عید پاک ۱۹۱۶ و غیره و چه به شیوه‌ای کنایه‌آمیز و تند و تیز درباره ناامیدی مکررش از عشق.». برخی از نوشته‌های بکس با نام مستعار او-بیرن، همراهی مخرب هم‌سو با آرمان جمهوری‌خواهان ایرلندی تلقی شدند و  نهاد سانسور دولتی، انتشار آن‌ها را ممنوع کرد.

### جنگ جهانی نخست
در آغاز جنگ، بکس به انگلستان بازگشت. به دلیل ناراحتی قلبی‌ که گاه‌به‌گاه در طی زندگی از آن رنج می‌برد، او را برای خدمت نظامی نامناسب تشخیص دادند؛ برای همین او دوره‌ای را به عنوان یک «افسر ویژه پلیس» فعالیت کرد. در هنگامی که آهنگ‌سازان هم‌دوره‌ای او همچون وان ویلیامز، آرتور بلیس، جرج باتروورث و آیور گرنی در جبهه‌های خارج از کشور خدمت می‌کردند، بکس توانست مجموعه‌ای گسترده از آثار موسیقایی خلق کند و به تعبیر فورمن «در اوایل دههٔ چهارم زندگی‌اش به پختگی فنی و هنری» دست یابد. از جمله آثار شناخته‌شدهٔ او در این دوره، شامل دو پوئم سمفونیک ارکسترال؛ «جنگل‌های نوامبر» (۱۹۱۶) و «تینتاژل» (۱۹۱۹-۱۹۱۷) هستند.

و آنگاه که شیطان ما را دانا کند،

هر یک در دوزخ ویژهٔ خویش،

با دل‌هایی خشکیده و چشمانی مست،

آزادیم تا احساساتی شویم

در گوشه‌هایی که شهیدان افتادند.

سروده‌ی آرنولد بکس (تصنیف دوبلینی سال ۱۹۱۶)

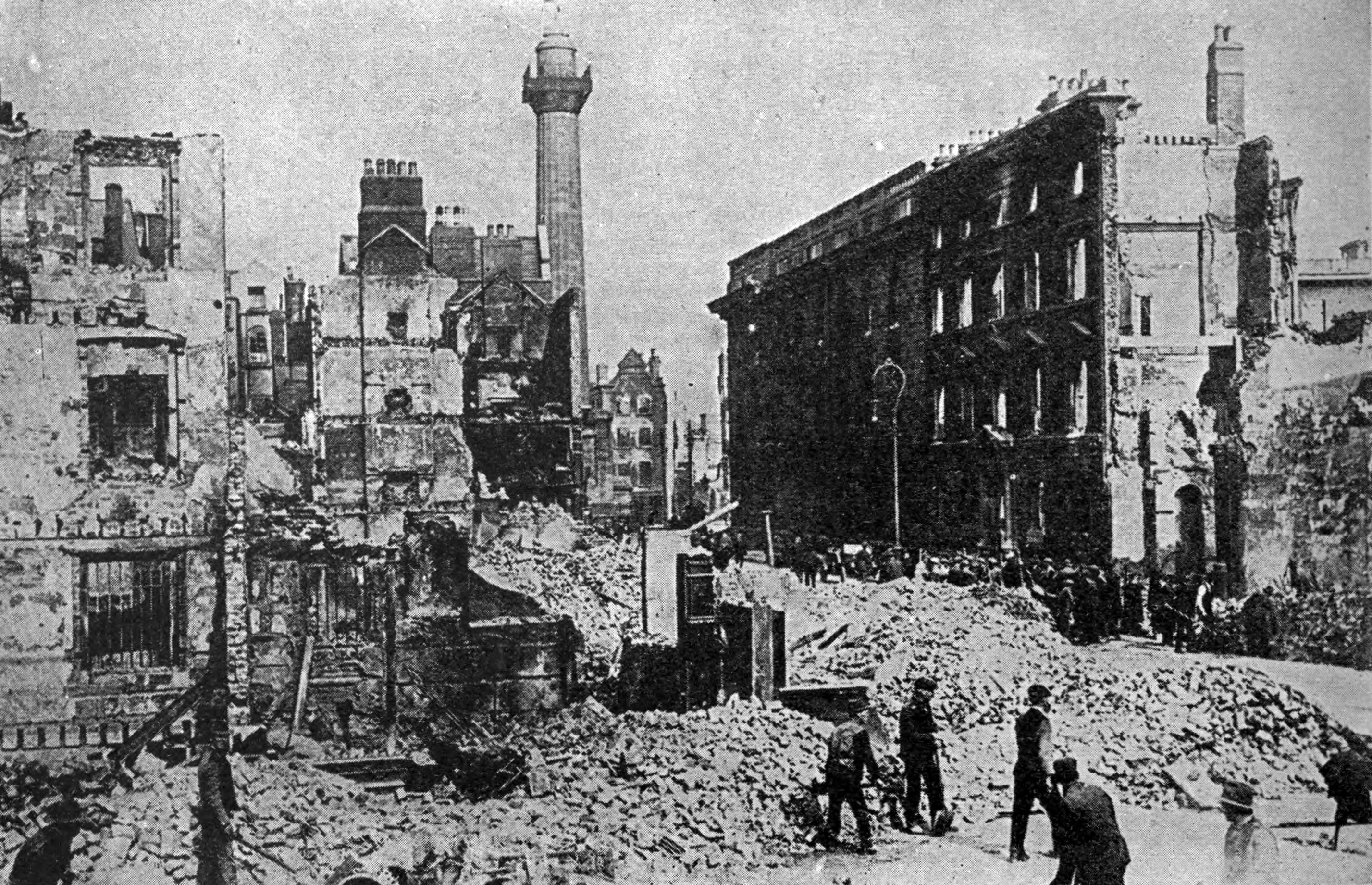
قیام عید پاک در دوبلین و پیامدهای آن، بَکس را به شدت شوکه و اندوهگین کرد.

در دوران اقامتش در دوبلین، بکس با بسیاری از جمهوری‌خواهان دوست شده بود. قیام عید پاک در آوریل ۱۹۱۶ و اعدام رهبران اصلی آن، او را به‌شدت شوکه کرد. او احساسات خود را در برخی از آثار موسیقایی‌اش همچون قطعهٔ ارکسترال «به یاد» و «تریوی سوگوار» برای فلوت، ویولا و چنگ (۱۹۱۶)، و همچنین در اشعارش بازتاب داد. بکس افزون بر تأثیرات ایرلندی، از سنت‌های نوردیک نیز الهام می‌گرفت، او تحت تأثیر شاعر نروژی بیورنستیرنه بیورنسون و حماسه‌های ایسلندی قرار داشت. به‌باور موسیقی‌شناس، جولیان هربج، بکس در قطعهٔ «واریاسیون‌های سمفونیک برای پیانو و ارکستر» (۱۹۱۷)، گرایش‌اش از فضای سلتیک به نوردیک تغییر می‌کند؛ و اشاره می‌کند که در اثر بعدی بکس، «افسانه‌های زمستانی» که سیزده سال بعد ساخته شد، به‌جای فضای سلتیک، از فضاسازی نوردیک بهره گرفته است. در طول جنگ، بکس رابطه‌ای نامشروع با پیانیستی به نام «هریت کوهن» آغاز کرد و به خاطر او همسر و فرزندانش را ترک کرد. از نظر موسیقایی، تا پایان عمر بکس، «هریت» الهام‌بخش وی بود؛ بکس قطعات زیادی برای او نوشت و هجده اثر خود را به او تقدیم کرد. او آپارتمانی در «سوئیس کاتیج»، لندن گرفت، که تا آغاز جنگ جهانی دوم در آن آنجا زندگی می‌کرد. او بسیاری از آثار کامل خود را در آنجا طرح‌ریزی کرد و اغلب آن‌ها را به صورت نُت‌نویسی خلاصه، به خلوتگاه‌های روستایی مورد علاقه‌اش، مانند «گلِنکول‌مکیل» در اولستر، ایرلند می‌برد و سپس از سال ۱۹۲۸ به بعد، در «مورار» اسکاتلند، تا در آرامش و فراغت، روی نسخه کامل نت‌نویسی آن‌ها کار کند.

### سال‌های میانهٔ دوجنگ
در یک مطالعه دربارهٔ بکس در سال ۱۹۱۹، دوست و رازدار وی، منتقدی به نام «ادوین ایوانز»، به کاهش تأثیر نفوذ فرهنگ سلتیک در موسیقی این آهنگساز اشاره و ظهور «هنری جدی‌تر و انتزاعی‌تر» را مطرح نمود. از دههٔ ۱۹۲۰ به بعد، بکس به‌ندرت برای الهام گرفتن به افسانه‌های شاعرانه روی آورد. به‌نظر فورمن، در سال‌های پس از جنگ، بکس برای نخستین بار به‌عنوان شخصیتی مهم، هرچند گوشه‌گیر، در موسیقی بریتانیا شناخته شد. آثار مهم بسیاری که او در سال‌های جنگ نوشت، در انظار عمومی اجرا شدند و او نوشتن سمفونی‌ها را آغاز کرد. تا آن هنگام، تعداد کمی از آهنگ‌سازان انگلیسی سمفونی‌هایی که جایگاه ثابتی در فهرست اجرایی داشتند، نوشته بودند؛ شناخته‌شده‌ترین آن‌ها «الگر» (با سمفونی‌های «لا بمل ماژور» و «می بمل ماژور») و «وان ویلیامز» (با سمفونی‌های دریا، لندن، و پاستورال) بودند. در طی دههٔ ۱۹۲۰ و تا اوایل ۱۹۳۰، بکس از سوی بسیاری به‌عنوان برجسته‌ترین سمفونی‌نویس بریتانیایی شناخته می‌شد. سمفونی نخست بکس در سال‌های ۱۹۲۱ تا ۱۹۲۲ نوشته شد، و هنگام اولین اجرا با وجود لحن خشن آن، بسیار موفق بود. منتقدان این اثر را خشک و جدی توصیف کردند. روزنامهٔ دیلی نیوز اظهار داشت: «این اثر آکنده از مردانگی متکبرانه، و گستاخی آشکار است. رنگ‌آمیزی آوایی غالب آن تیره و بسیار تیره با ابرهای انبوه، با تنها پرتوهای پراکنده از نور خورشید در این‌جا و آن‌جا.» روزنامه دیلی تلگراف پیشنهاد کرد که اگر در این اثر نشانی از شوخ‌طبعی وجود داشته باشد، طنزی طعنه‌آمیز است. روزنامه گاردین منچستر، با اشاره به جدیت این اثر، آن را «یک سمفونی بزرگ واقعی انگلیسی» خواند. این اثر برای چندین سال پس از اجرای نخست، اثری پرفروش و محبوب در جشنواره پرامز بود.

## یادداشت
1. ↑  Their siblings were Alfred (1884–95) and Evelyn (1887–1984).[۳]
2. ↑  This bon mot, often misattributed to توماس بیچام,[۱۲] first appeared in print in Bax's memoirs, ascribed to an unnamed "sympathetic Scot",[۱۱] later identified as the conductor Guy Warrack.[۱۳]
3. ↑  He had even less desire to conduct, vowed never to do so, and broke the vow only once, in 1906.[۱۶]
4. ↑  The work was recorded in 1985 by the Ulster Orchestra conducted by Bryden Thomson.[۲۷]
5. ↑  Foreman lists among those who influenced Bax: Wagner, Strauss, Debussy, the Russian "Five" (میلی بالاکیرف, سزار کوئی, مودست موسورگسکی, نیکلای ریمسکی-کورساکف and الکساندر برودین), الکساندر گلازونف, موریس راول, ژان سیبلیوس and early ایگور استراوینسکی.[۱]
6. ↑  Luise taught at the Hampstead Conservatoire, and Bax had known Elsita since his time there.[۲۹]
7. ↑  The affair was not publicly known, though it was common knowledge in musical circles; Vaughan Williams was greatly amused to find in a musical dictionary an entry for Harriet Cohen which read, "– see under Bax".[۳۶] Elsita Bax refused her husband a divorce, and remained his wife until her death in 1947.[۳۷]